# Sasauli
Sasauli è una suddivisione dell'India, classificata come census town, di 15.753 abitanti, situata nel distretto di Yamuna Nagar, nello stato federato dell'Haryana. In base al numero di abitanti la città rientra nella classe IV (da 10.000 a 19.999 persone).

## Geografia fisica
La città è situata a 30° 08' 38 N e 77° 15' 35 E.

## Società

### Evoluzione demografica
Al censimento del 2001 la popolazione di Sasauli assommava a 15.753 persone, delle quali 8.526 maschi e 7.227 femmine. I bambini di età inferiore o uguale ai sei anni assommavano a 1.611, dei quali 882 maschi e 729 femmine. Infine, coloro che erano in grado di saper almeno leggere e scrivere erano 12.228, dei quali 7.121 maschi e 5.107 femmine.